# Polignano a Mare
Polignano a Mare [poliˈɲːaːno a ˈmːaːre] ist eine süditalienische Gemeinde (comune) mit 17.463 Einwohnern (Stand 31. Dezember 2023) in der Metropolitanstadt Bari in Apulien. Der Ort liegt direkt an der Adria, etwa 33 Kilometer südöstlich von Bari. Im Ortsteil San Vito befindet sich ein großer Klosterkomplex der Benediktiner.

## Geschichte
Der Ort war bereits in Frühzeiten besiedelt. Später gründeten die Griechen vermutlich hier an diesem Ort in Apulien die Stadt Neapolis (nicht zu verwechseln mit der Neapolis in Kampanien, dem heutigen Neapel). Sie dürfte jedenfalls zwischen dem antiken Barium (Bari) und Gnathia (oder Egnatia; dem heutigen Fasano) gelegen haben.
Aus den römischen Zeiten ist eine Brücke eines Abzweiges der Via Traiana erhalten; Polignano war eine bedeutende Wechselstation zum Seehafen in Brundisium (dem heutigen Brindisi).

## Wirtschaft und Verkehr
Für den Tourismus ist insbesondere die Altstadt von Bedeutung. Die meisten Gebäude der Altstadt sind weiß oder hell getüncht und erinnern mit ihren Flachdächern an nordafrikanische Städte. Sie ist im Westen von einer hohen Stadtmauer und im Osten von den Klippen begrenzt, die etwa 20 Meter über das Meer aufragen und teilweise von den Fassaden der Häuser optisch hochgezogen werden. In den Felsen finden sich viele Grotten. Polignano ist auch bei Felsspringern bekannt, die sich teilweise über 20 Meter in die Tiefe stürzen. Die kleinen Badestrände haben in den letzten Jahren an Bedeutung zugenommen. Die Qualität des Strandes ist mit der Bandiera Blu ausgezeichnet, das entspricht der höchsten Qualitätsstufe in Italien.
Um den Ort herum führt die Strada Statale 16 Adriatica (Europastraße 55) von Cerignola über Barletta, Bari nach Brindisi, die autobahnähnlich ausgebaut ist. Ein Eisenbahnanschluss besteht mit einem Bahnhof am Streckenabschnitt Bari-Lecce der Ferrovia Adriatica.

## Persönlichkeiten
- Domenico Modugno (1928–1994), Musiker und Politiker
- Lucas di Grassi (* 1984), brasilianischer Rennfahrer mit Wurzeln in Polignano

## Städtepartnerschaften
- Forio, Metropolitanstadt Neapel
- San Miniato, Provinz Pisa